# Toujours là pour toi (chanson)
Pour les articles homonymes, voir Toujours là pour toi.
Singles de 2Be3
Partir un jour Donne
Toujours là pour toi est une chanson française des 2Be3, extraite de l'album Partir un jour et adaptation de Never Gonna Give You Up de Rick Astley. Elle fut respectivement classée no 4 et no 12 aux hit-parades français et belge en 1997.  

## Classements
| Classement (1997)                       | Meilleure position |
| --------------------------------------- | ------------------ |
| Belgique (Wallonie Ultratop 50 Singles) | 12                 |
| France (SNEP)                           | 4                  |

## Certifications
| Pays   | Organisme | Certification |
| ------ | --------- | ------------- |
| France | SNEP      | Or            |